# 唐费利西亚努
唐费利西亚努是巴西南大河州的一个市镇。总面积1260.176平方公里，总人口14491人，人口密度11.5人/平方公里。